# Veli Pascha von Delvina
Veli Pascha von Delvina (* 1718 in Albanien; † 1763 bei Ioannina) war ein osmanischer Pascha. Er war der jüngste von drei Söhnen von Muchtar. Er war Bey von Tepelena, wurde aber von seinen Brüdern vertrieben. Veli Bey kehrte mit Hilfe von Kleften zurück, besiegte seine Brüder und ließ sie lebendig verbrennen. Er wurde Pascha mit zwei Rossschweifen.
Veli Pascha heiratete Chamko, die Tochter eines Beys von Konitsa, und zeugte mit ihr Tepedelenli Ali Pascha.